# Fatin Ramadan Szamandi Ahmad
Fatin Ramadan Szamandi Ahmad (arab. فاتن رمضان شمندي أحمد ;ur. 1 kwietnia 2001) – egipska zapaśniczka walcząca w stylu wolnym. 

## Kariera sportowa
Brązowa medalistka mistrzostw Afryki w 2019 i 2020, a także mistrzostw Afryki juniorów w 2019 roku.